# Városföld
Városföld é um município da Hungria, situado no condado de Bács-Kiskun. Tem 61,65 km² de área e sua população em 2015 foi estimada em 2.128 habitantes.